# Раф Валоне
Раф Валоне (на италиански: Raf Vallone) е италиански актьор и футболист.

## Биография
Раф Валоне е роден на 17 февруари 1916 в Тропеа, Калабрия, син е на адвокат. Посещава „Liceo classico Cavour“ в Торино и учи право и философия в Университета в Торино. Работи в адвокатската кантора на баща си. Той играе професионален футбол в младежка възраст. Играе в Серия А за Торино, през сезон 1935-1936 печели Копа Италия. Впоследствие става редактор в културния отдел на вестник „L'Unità“ а също е филмов и драматичен критик за торинския вестник „La Stampa“. По време на Втората световна война Валоне обслужва комунистическата съпротива. 
Първата му филмова поява е като моряк в „Ние, живите“ (1942), той първоначално не се интересува от актьорска кариера. Независимо от това, играе войник, съревноваващ се с Виторио Гасман за любовта на Силвана Мангано в „Горчив ориз“ (1949).  Филмът се превръща в класика на неореализма и Валоне печели международна известност.
През 2001 г. той публикува автобиографията си „L'alfabeto della memoria с Gremese“. Валоне е женен за актрисата Елена Варзи от 1952 г. до смъртта си. Те имат три деца, две от които са актьори, Елеонора Валоне и Саверио Валоне. 
Умира от сърдечен удар в Рим на 31 октомври 2002 г.

## Избрана Филмография
| Година | Филм             | Оригинално заглавие    | Роля              | Режисьор            |
| ------ | ---------------- | ---------------------- | ----------------- | ------------------- |
| 1949   | Горчив ориз      | Riso Amaro             | Марко             | Джузепе Де Сантис   |
| 1955   | Знакът на Венера | Il segno di Venere     | Игнацио Болонини  | Дино Ризи           |
| 1960   | Чочарка          | La ciociara            | Джовани           | Виторио Де Сика     |
| 1966   | Невада Смит      | Nevada Smith           | Отец Закарди      | Хенри Хатауей       |
| 1990   | Кръстникът 3     | The Godfather Part III | Кардинал Ламберто | Франсис Форд Копола |